# Wally Annables
Walter Annables (31 tháng 10 năm 1911 – 16 tháng 8 năm 1979) là một cựu cầu thủ bóng đá người Anh thi đấu ở vị trí hậu vệ.